# Stop & Stare
Stop & Stare e официалният втори сингъл на поп-рок групата OneRepublic от техния дебютен албум Dreaming Out Loud.